# Rachunek kosztów pełnych
Rachunek kosztów pełnych – rachunek kosztów uwzględniający koszty produkcji: koszty bezpośrednie i koszty pośrednie. Koszt produkcji wyrobów gotowych ustala się poprzez zsumowanie kosztów bezpośrednich produkcji oraz produkcyjnych kosztów pośrednich.
Rachunek kosztów pełnych jest oparty na kosztach historycznych, czyli kosztach poniesionych wcześniej. Jest często nazywany rachunkiem tradycyjnym. Grupuje koszty według podmiotów, miejsc powstawania oraz wyrobów. 
Cechy rachunku kosztów pełnych:
- podział kosztów całkowitych na bezpośrednie, pośrednie produkcyjne i pośrednie nieprodukcyjne,
- jednostkowy koszt wyrobu jest ustalany na podstawie pełnego zużycia wszystkich czynników produkcji,
- rozliczenia kosztów pośrednich na poszczególne wyroby dokonuje się za pomocą różnych kluczy podziałowych, zapewniających proporcjonalny podział kosztów pośrednich na wytworzone wyroby.

Model rachunku kosztów pełnych zakłada, że na wysokość całkowitych kosztów danego przedsiębiorstwa ma wpływ tylko jedna zmienna - wielkość produkcji. Zaletą rachunku kosztów pełnych jest to, że jest przystosowany do wymogów sprawozdawczości zewnętrznej. Jest on przydatny przy podejmowaniu decyzji długookresowych, ponieważ w długim okresie przychody ze sprzedaży powinny pokryć wszystkie koszty przedsiębiorstwa. 